# Moustapha Niang
Pour les articles homonymes, voir Niang.
Moustapha Niang, également connu sous le nom de Mouhamadou Niang, né le 10 novembre 1983, à Rufisque au Sénégal et mort le 12 mars 2017, est un ancien joueur sénégalais de basket-ball. Il évolue durant sa carrière au poste d'ailier fort.